# Шипанга, Андреас
Андреас Зак Шипанга (англ. Andreas Zack Shipanga; 26 октября 1931, Ондангва, Юго-Западная Африка — 10 мая 2012, Уухехе, Ошикото, Намибия) — намибийский борец за независимость и государственный деятель, председатель Переходного правительства национального единства (1987, 1988).

## Биография
Родился 26 октября 1931 года в Ондангва, Юго-Западная Африка. 
В 1952 году Андреас Шипанга получил педагогическое образование, дальнейшее образование ему получить не удалось из-за действия в ЮАР режима апартеида. В 1957 году присоединился к народной организации Овамболенда, предшественницы СВАПО. В 1959 году стал лидером партии.
В 1960 году вернулся в Юго-Западную Африку, однако в 1963 году был вынужден её покинуть, являлся представителем СВАПО в Заире, а в 1964—1969 годах в Египте. В 1970—1976 годах — секретарь СВАПО по вопросам информации. В 1970 году выступил с критикой руководства движения, обвинив его в коррупции и расхищении пожертвований. Этот демарш впоследствии получил название «Восстание Шипанга». В 1976 году Андреас Шипанга и его сподвижники были арестованы в Замбии, и в течение двух лет политик находился в заключении без решения суда.
После своего освобождения в 1978 году Андреас Шипанга эмигрировал в Великобританию, подданной которой была его жена. В том же году он вернулся на родину и сформировал демократическую партию СВАПО D. В составе переходного правительства национального единства, сформированного незадолго до объявления независимости, занимал пост министра горнорудной промышленности, энергетики, охраны природы и туризма, торговли и промышленности.
В 1987 и 1988 годах — председатель переходного правительства национального единства. Однако после того как в 1989 году на первых парламентских выборах после обретения независимости СВАПО D не удалось получить ни одного места в парламенте, политик принял решение уйти из политики. Его партия была распущена в 1991 году.
Умер 10 мая 2012 года в Уухехе, Намибия.